# Forum der Joodse Organisaties
Het Forum der Joodse Organisaties (afgekort Forum) is een Vlaamse Joodse koepelorganisatie. Het Forum werd eind 1993 opgericht, en de statuten werden bij het Belgisch Staatsblad op 15 december 1994 gepubliceerd. Het Forum is geen lid van het Coördinatiecomité van Joodse Organisaties in België. De huidige voorzitter is Regina Suchowolski-Sluszny.

## Lidorganisaties
Lijst beschikbaar op de website van het Forum.
- Agoedat Israel
- B’nai Akiva
- B'nai B'rith
- Emunah
- Hanoar Hatzioni
- Liga van Joodse vrouwen van België

- Mizrahi
- Nowagi
- Ondergedoken kind
- Vrienden van Likoed
- Vereniging van Joodse Artsen Antwerpen / IMA WF-België
- Wizo